# Lista över väpnade konflikter i Europa efter 1989
Detta är en lista över väpnade konflikter i Europa efter 1989, det år Berlinmuren och järnridån öppnades, vilket blev början till slutet på kalla kriget och terrorbalansen.

## Baltikum
Ej pågående
- Estland: Sovjetisk intervention 1991. Inga skott avlossades (se även Den sjungande revolutionen). Självständighet 1991.
- Lettland: Sovjetiskt angrepp 1991. Självständighet 1991.
- Litauen: Sovjetiskt angrepp 1991. Självständighet 1991.

## Forna Jugoslavien
Ej pågående
- Kosovo (Serbien): Utbröt 1998. Fredsavtal 1999. Övervakas av FN och NATO (se även Kosovos politiska status)
- Bosnien-Hercegovina: Jugoslaviskt angrepp 1992. Självständighet 1992. Daytonavtalet 1995 (se även Bosnienkriget). Övervakas av EU.
- Kroatien: Jugoslaviskt angrepp 1991. Självständighet 1991. Daytonavtalet 1995 (se även Kroatiska självständighetskriget). Övervakades av FN till 1998.
- Makedonien: Albanska separatister (UÇK). Utbröt 2000, slut 2001. Övervakas av NATO.
- Slovenien: Jugoslaviskt angrepp 1991. Självständighet 1991.

## Kaukasus
Pågående
- Abchazien (Georgien): Utbröt 1992. Senaste stilleståndsavtal i Sotji 2003. Övervakas av FN.
- Georgien: I augusti 2008 utbröt krig mellan Ryssland och Georgien om Abchazien och Sydossetien (se Kriget i Georgien 2008) Olöst. Pågående.
- Sydossetien (Georgien): Utbröt 1989. Fredsavtal 1996. Övervakas av OSSE.
- Tjetjenien (Ryssland): Utbröt 1994, slut 1996. Ny konflikt utbröt 1998 (se även Första Tjetjenienkriget och Andra Tjetjenienkriget).
- Nagorno-Karabach (Azerbajdzjan): Utbröt 1988. Vapenstillestånd sedan 1994. Försök till fredsförhandlingar har organiserats av OSSE.

## Ukraina
Pågående
- Krim: Krimkrisen 2014 mellan Ukraina och Ryssland. Krim annekterat av Ryssland, ej erkänt av det internationella samfundet.
- Östra Ukraina: Utbröt 2016. Proryska rebeller med stöd av rysk militär. Olöst. Pågående.
- Rysslands invasion av Ukraina 2022. Pågående.

## Övriga Europa
Ej pågående
- Baskien (Spanien): Utbröt 1968. Separatistorganisationen ETA klassad som terroristorganisation av EU 2001. ETA upplöstes 2018.
- Korsika (Frankrike): Utbröt 1975. Flera separatiströrelser har varit aktiva, den största är Fronte di Liberazione Naziunale di a Corsica (FLNC). Upphörde maj 2016.
- Nordirland (Storbritannien): Utbröt på 1960-talet, fredsavtal 1998 (Långfredagsavtalet (Belfast Agreement), se även Konflikten i Nordirland). Förnyat självstyre 2007.
- Transnistrien (Moldavien): Utbröt 1991. Stilleståndsavtal 1992. Övervakas av Ryssland. (se även Kriget om Transnistirien)